# David Albahari
David Albahari (n. 15 martie 1948, Peć, RSF Iugoslavia – d. 30 iulie 2023, Belgrad, Serbia) a fost un scriitor sârb de origine evreiască.